# Francisco Pardo
Francisco José Pardo Piqueras (prononcé en espagnol : [fɾãnˈθisko xoˈse ˈpaɾðo piˈkɛɾas]) est un homme politique espagnol membre du Parti socialiste ouvrier espagnol (PSOE), né le 13 février 1962 à Abengibre.

## Biographie
Francisco José Pardo Piqueras naît le 13 février 1962 à Abengibre, dans la province d'Albacete. Il est titulaire d'une licence en droit de l'université de Murcie, obtenue en 1985, et d'un master en droit communautaire, passé en 1992 à l'université de Castille-La Manche.
Il est collaborateur puis chef de cabinet du département de l'Agriculture de la Junte des communautés de Castille-La Manche entre 1988 et 1993, puis directeur général des Relations institutionnelles jusqu'en 1999. À cette date, il devient directeur de cabinet de la présidence de la Junte, puis secrétaire général en 2001. En 2003, le président José Bono le nomme conseiller à la Présidence.
Bras droit de Bono, il gère la transition parmi les équipes du ministère de la Défense après la victoire des socialistes aux élections de 2004. Francisco Pardo est alors choisi pour occuper le poste de secrétaire d'État à la Défense, lorsque Bono accède lui-même à la direction du ministère.
Il renonce à cette fonction en 2007, pour se présenter en tête de liste dans la circonscription d'Albacete aux élections aux Cortes de Castille-La Manche du 27 mai. Il est remplacé par Soledad López, sous-secrétaire de la Défense. Après le scrutin, il est élu le 19 juin président des Cortes par 25 voix pour, 21 bulletins blancs et une abstention.
Le PSOE ayant perdu les élections de 2011, il devient second vice-président de l'assemblée parlementaire territoriale. Il annonce le 10 février 2012 qu'il a l'intention de quitter la vie politique, et démissionne un mois plus tard de son mandat parlementaire.
Il rejoint le secteur privé, mais revient dans la fonction publique en 2018, quand le nouveau ministre de l'Intérieur Fernando Grande-Marlaska le choisit comme directeur général de la Police nationale. Il le confirme après les élections générales de 2019.